# Anders Stockenström (1637–1676)
Anders Stockenström, född 1637 i Sankt Nikolai församling, Stockholm, död 1676 i Tyskland, var en svensk militär.

## Biografi
Anders Stockenström föddes 1637 i Sankt Nikolai församling, Stockholm och döptes 29 juni samma år. Han var son till Anders Henriksson och Christina Olofsdotter. Stockenström blev 1666 kapten i Skånska adelns soldater, 11 april 1670 kapten vid Skånska regementet till fots och 27 mars 1672 kapten vid Upplands infanteriregemente. Den 11 juni 1672 var han förlag i garnison i Wismar. Stockenström adlades 20 juli 1674 till Stockenström och introducerades 1675 som nummer 858. Han avled 1676 i Tyskland
Stockenström gifte sig i Tyskland och hade två döttrar.